# Établissement recevant du public en droit français
Ne doit pas être confondu avec Établissement public.
Pour les articles homonymes, voir ERP.
L'expression établissement recevant du public (ERP), défini à l'article R. 143-2 du code de la construction et de l'habitation et à l'article 2 de la délibération no 2013-315 du Congrès de la Nouvelle-Calédonie, désigne en droit français « tous bâtiments, locaux et enceintes dans lesquels des personnes sont admises, soit librement, soit moyennant une rétribution ou une participation quelconque, ou dans lesquels sont tenues des réunions ouvertes à tout venant ou sur invitation, payantes ou non. Sont considérées comme faisant partie du public toutes les personnes admises dans l'établissement à quelque titre que ce soit en plus du personnel. » 
Cela regroupe un très grand nombre d'établissements tels que les cinémas, théâtres, magasins (de l'échoppe à la grande surface), bibliothèques, écoles, universités, hôtels, restaurants, hôpitaux, gares, les divers lieux de cultes et qu'il s'agisse de structures fixes ou provisoires (chapiteau, structures gonflables).
Cette définition apparaît dans le Titre IV du Livre Ier du Code de la construction et de l'habitation relatif à la sécurité des personnes contre les risques d'incendie. Il en résulte que la réglementation relative spécifiquement aux ERP à pour objectif de protéger les occupants et les bâtiments contre les incendies.
La réglementation en ERP, telle qu'elle est prévue en France, est d'abord là pour protéger principalement les personnes au titre du public. En effet, ces personnes peuvent être présentes pour la 1ère fois dans l'établissement (ou avoir des difficultés motrices ou cognitives) lors d'un départ de feu et donc avoir des difficultés pour évacuer en sécurité. A la différence du personnel dans un ERP, des travailleurs dans une entreprise et des personnes qui élisent domicile dans un logement qui eux connaissent les lieux et les risques présents dans les lieux qu'ils occupent.
Les lieux accueillants des personnes au titre des travailleurs sont eux protégés par les règles relatives au Code du travail.
Sont exclus du champ d’application de la réglementation ERP et disposent donc de leurs propres réglementations :
- Les lieux de travail ;
- Les habitations ;
- Les enceintes militaires ;
- Les établissements pénitentiaires.

## Historique
Liste non exhaustive des incendies (ou sinistres) majeurs en ERP en France qui ont contribué en partie à l'évolution de la réglementation :
- 1887 : incendie de l’Opéra-Comique -115 morts
- 1897 : incendie du Bazar de la Charité - au moins 125 morts
- 1923 : autre incendie de l’Opéra-Comique - 103 morts
- 1938 : incendie des nouvelles galeries de Marseille - 73 morts
- 1947 : incendie du cinéma le Select à Rueil Malmaison - 89 morts
- 1970 : incendie du club le 5-7 - 146 morts
- 1973 : incendie du « Collège Pailleron » - 20 morts
- 1980 : incendie de l'hospice de Saint-Jean-de-Losne - 32 morts
- 1982 : incendie dans un centre médico-scolaire d'Aire-sur-l'Adour - 24 morts
- 1985 : incendie de l'hospice de Grandvilliers - 24 morts
- 1991 : incendie des Thermes de Barbotan - 20 morts
- 1992 : catastrophe de Furiani - 18 morts
- 1993 : incendie de la clinique de Bruz - 20 morts
- 2004 : incendie du centre équestre des Bauges - 8 morts
- 2005 : incendie de l’hôtel Paris Opéra - 24 morts
- 2016 : incendie du Cuba Libre - 14 morts
- 2023 : incendie d'un gîte à Wintzenheim - 11 morts

Evolution non exhaustive des textes réglementaires relatifs à la sécurité des personnes dans les ERP :
- Ordonnance du préfet de Police de Paris, du 1er septembre 1898 relative à la police des théâtres, des cafés-concerts et autres spectacles publics.
- 12 novembre 1938 la publication du décret-loi relatif aux mesures de protection contre l’incendie.
- Décret du 7 février 1941 relatif à la protection contre l’incendie des bâtiments ou locaux recevant du public.
- Décret n°54-856 du 13 août 1954 relatif a la protection contre les risques d'incendie et de panique dans les établissements recevant du public.
- Arrêté du 23 mars 1965 portant approbation du règlement de sécurité contre les risques d'incendie et de panique dans les établissements recevant du public.
- Décret n°73-1007 du 31 octobre 73 relatif à la protection contre les risques d’incendie et de panique dans les ERP.
- Arrêté du 25 juin 1980 portant approbation des dispositions générales du règlement de sécurité contre les risques d'incendie et de panique dans les établissements recevant du public.
- Arrêté du 22 juin 1990 portant approbation de dispositions complétant le règlement de sécurité contre les risques d'incendie et de panique dans les établissements recevant du public.
- Décret n°96-260 du 8 mars 1995 relatif à la commission consultative départementale de sécurité et d’accessibilité.

## Réglementation applicable
L'incendie des Nouvelles Galeries de Marseille en octobre 1938 donna naissance à la réglementation visant à la sécurité incendie des ERP, notamment un premier texte du 12 novembre 1938, puis celui du 7 février 1941, de portée nationale.
Les règles essentielles relatives à l'exploitation et à l'aménagement des établissements recevant le public dans le cadre de la sécurité incendie sont actuellement fixées par le Code de la construction et de l'habitation, et notamment les articles R.143-1 et suivants et, en Nouvelle-Calédonie, par la délibération no 2013-315 du 30 août 2013.
Leur aménagement est contrôlé soit dans le cadre d'un permis de construire ou d'une procédure comparable du Code de l'urbanisme, soit par le biais d'une autorisation spécifique prévue par les articles R 122-10 et suivants du Code de la construction et de l'habitation.
Les ERP sont soumis au respect d'un règlement de sécurité contre l'incendie et les risques de panique, dont la dernière refonte a été faite par l'arrêté du 25 juin 1980. Cet arrêté est régulièrement adapté à l'évolution des techniques et en fonction des enseignements tirés de sinistres importants.
Les ERP ont diverses autres obligations, dont par exemple (à compter du 1er janvier 2021) ne plus distribuer gratuitement de boisson en bouteille en plastique (sauf « impératif de santé publique, ou lorsqu'une restriction de l'eau destinée à la consommation humaine pour les usages alimentaires est prononcée par l'autorité administrative compétente ») ; et, « à compter du 1er janvier 2022 (…) être équipés d'au moins une fontaine d'eau potable accessible au public, lorsque cette installation est réalisable dans des conditions raisonnables. Cette fontaine est raccordée au réseau d'eau potable lorsque l'établissement est raccordé à un réseau d'eau potable. Un décret précise les catégories d'établissements soumis à cette obligation ».

## Classement des ERP
Un ERP est pris en tant que tel quand il est considéré « isolé » des tiers. Les tiers peuvent être un autre ERP, un bâtiment d'habitation, un bâtiment industriel,... Pour être isolé des tiers il faut soit des dispositions constructives (murs coupe-feu), soit une certaine distance (aire libre). Les caractéristiques de chacune (degré coupe-feu et distance) varient en fonction de la nature et des spécificités de l'ERP et du tiers.
Les ERP sont classés par type suivant leur activité (ce qu'on y fait) et par catégories selon leur capacité (combien de personnes peuvent être accueillies simultanément). Ce classement détermine la réglementation applicable à l'établissement et les dispositions constructives, techniques et de sécurité à mettre en place.
On peut avoir plusieurs ERP distincts pour une même exploitation. C'est souvent le cas des établissements scolaires qui peuvent être constitués de plusieurs bâtiments isolés qui sont donc autant d'ERP différents.
À l'inverse dans un même ERP on peut avoir plusieurs exploitations non isolées. C'est le cas notamment des centres commerciaux qui abritent plusieurs enseignes de magasins différentes voire d'autres activités (salles de sport, banques, cinémas,...) mais qui constituent bien un unique ERP.

### Type
L'activité, ou « type », est désignée par une lettre définie par l’article GN 1 du règlement de sécurité incendie dans les ERP :
- Établissements installés dans un bâtiment
  - J : Structures d’accueil pour personnes âgées ou personnes handicapées
  - L : Salles d'auditions, de conférences, de réunions, de spectacles ou à usage multiple, palais des sports
  - M : Magasins de vente, centres commerciaux
  - N : Restaurants et débits de boisson
  - O : Hôtels et autres établissements d’hébergement
  - P : Salles de danse et salles de jeux
  - R : Établissements d’éveil, d’enseignement, de formation, centres de vacances, centres de loisirs sans hébergement
  - S : Bibliothèques, centres de documentation, centres de consultation d'archives
  - T : Salles d'exposition à vocation commerciale
  - U : Établissements de soins
  - V : Établissements de divers cultes
  - W : Administrations, banques, bureaux
  - X : Établissements sportifs couverts
  - Y : Musées

- Établissements spéciaux
  - PA : Établissements de Plein Air
  - CTS : Chapiteaux, Tentes et Structures toile
  - SG : Structures Gonflables
  - PS : Parcs de Stationnement couverts
  - OA : Hôtels-restaurants d'Altitude
  - GA : Gares Accessibles au public (chemins de fer, téléphériques, remonte-pentes…)
  - EF : Établissements flottants (eaux intérieures)
  - REF : Refuges des montagnes

### Catégories
La capacité, ou « catégorie », est désignée par un chiffre défini par l'article R.143-19 du Code de la construction et de l'habitation ou, en Nouvelle-Calédonie, par l'article 32 de la délibération no 2013-315 :
- 1re catégorie : au-dessus de 1 500 personnes ;
- 2e catégorie : de 701 à 1500 personnes ;
- 3e catégorie : de 301 à 700 personnes ;
- 4e catégorie : 300 personnes et au-dessous, à l'exception des établissements compris dans la 5e catégorie ;
- 5e catégorie : établissements accueillant un nombre de personnes inférieur au seuil dépendant du type d'établissement (voir illustration).

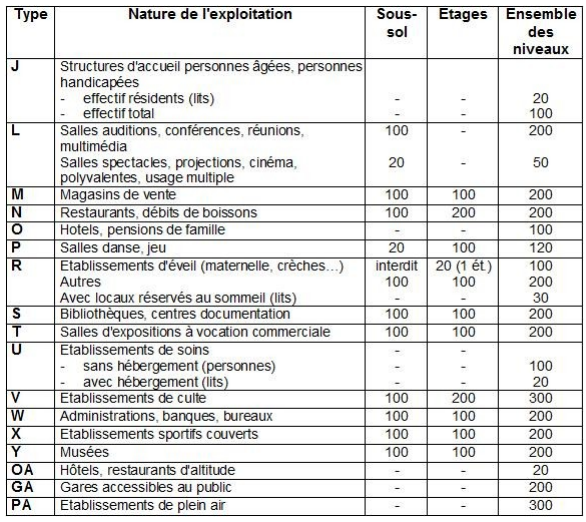
Les seuils de la 5e catégorie en ERP.

Pour l'application du règlement de sécurité, les établissements recevant du public sont classés en deux groupes :
- le premier groupe comprend les établissements des 1re, 2e, 3e et 4e catégories ;
- le deuxième groupe comprend les établissements de la 5e catégorie, aussi appelés « petits établissements (PE) »

Pour les ERP du premier groupe, le nombre de personnes pris en compte pour la détermination de la catégorie comprend le public et le personnel n'occupant pas des locaux indépendants qui posséderaient leurs propres dégagements. Pour les ERP de 5e catégorie (petits établissements), il ne comprend que le public (et pas le personnel).
Le nombre de personnes à prendre en compte au titre du public est déterminé par les dispositions particulières de chaque « type » d'établissement (déclaration du maître d'ouvrage, ratio avec la surface accessible au public, ...) 

### Exemples d'applications du classement
- Un magasin avec une surface de vente de 4800 m² pourra accueillir 1600 personnes (1 personne pour 3 m²). Il est classé en ERP de type M de la 1re catégorie ;
- Un cinéma pouvant accueillir 200 personnes (1 personne par place assise) est un ERP de type L de la 4e catégorie ;
- Une banque pouvant accueillir 50 personnes du public (déclaration du chef d'établissement) et 300 employés est un ERP de type W de la 5e catégorie (non-cumul du public avec le personnel) ;
- La même banque dans un petit centre commercial pouvant accueillir 200 personnes serait dans un groupement d'ERP de types M et W de la 3e catégorie, (et non 4e catégorie car il y a cumul du public et du personnel lorsque l'effectif du public dépasse le seuil de la 4e catégorie).

## Réglementation spécifique
Selon la législation française, ces établissements doivent être conçus de manière à :
- Eviter l'éclosion d'un feu,
- Limiter la propagation de l'incendie,
- Faciliter l'évacuation des personnes,
- Faciliter l'intervention des secours.

De plus, les ERP doivent être accessibles aux personnes à mobilité réduite (places de stationnement, portes suffisamment larges, rampes d'accès, ascenseurs, toilettes handicapés…).
Pour cela, en fonction de l'importance du public accueilli et de la nature de l'activité exercée dans l'ERP, tout ou partie des règles suivantes peuvent être imposées :
- Prévention (mesures passives pour éviter la survenue d'un incendie et limiter sa propagation) :
  - Stabilité au feu du bâtiment, afin qu'il ne s'effondre pas pendant l'évacuation des personnes, ni pendant l'intervention des sapeurs pompiers ;
  - Résistance au feu des matériaux utilisés pour la construction et la décoration[4] ;
  - Le bâtiment peut devoir disposer de portes et cloisons coupe-feu afin de ralentir la progression d'un éventuel incendie au sein du bâtiment et vers les bâtiments voisins ;
  - Le stockage de matériaux inflammables, explosifs ou toxiques est normalement interdit ;
  - Toutes les installations techniques (locaux techniques, appareils spécifiques, installations électriques…) doivent être régulièrement vérifiées, entretenues et subir des visites techniques de conformité par des organismes de contrôle agréés[5]
  - L'établissement doit faire respecter l'interdiction de fumer (qui s'impose en outre à tous les locaux à usage collectif, mais là pour des raisons de santé publique),
  - Si des travaux sont susceptibles de générer un danger ou de gêner l'évacuation, tout ou partie de l'établissement peut être fermé au public ;
- Prévision (mesures actives prises au cas où un sinistre surviendrait) :
  - L'établissement doit comporter un équipement d'alarme d'importance appropriée au risque, complété le cas échéant par des systèmes de sécurité incendie (SSI) ;
  - L'éclairage doit être électrique :
    - Il doit y avoir au moins deux circuits normaux séparés par salle pouvant accueillir plus de 50 personnes, chaque circuit permettant d'éclairer toute la salle (cela évite une extinction accidentelle de toutes les lumières) ; ils doivent être allumés en présence du public (en dehors des théâtres et cinémas) ;
    - Il peut être imposé un éclairage de secours (anti-panique) permettant d'éclairer la salle en cas de défaillance électrique (ampoules sur alimentation indépendante espacées au maximum d'une distance égale à la hauteur du plafond, et assurant un éclairage de 5 lumen par mètre carré) et balisant le cheminement vers les sorties de secours ; cet éclairage doit pouvoir tenir une heure ;

  - Le bâtiment doit disposer de sorties de secours suffisantes en nombre et en largeur, signalisées et balisées, bien réparties. Lorsque l'effectif dépasse 50 personnes, les portes doivent s'ouvrir dans le sens d'évacuation ;
  - Les locaux techniques doivent être isolés afin d'éviter la propagation d'un incendie qui pourrait y survenir, et d'éviter que la fumée empêche l'évacuation (il faut notamment limiter au maximum les ouvertures et les gaines traversantes),
  - Le bâtiment peut devoir disposer de dispositifs de surveillance, de détection et de moyens de lutte contre l'incendie (extincteurs, extincteurs automatique à eau, colonnes sèches et humides, robinet d'incendie armé),
    - dans les établissements commerciaux supérieurs à 3 000 m², une protection incendie type gicleur conforme à la norme NF EN 12845 est obligatoire sur l'ensemble du site.

  - Il doit y avoir des moyens d'alerte (téléphone fixe, tasal),
  - En cas de SSI automatique, le SSI déclenche l'alarme, ferme les portes coupe-feu, déverrouille les sorties, ferme les clapets coupe-feu dans les conduits, met en marche le désenfumage dans le niveau sinistré ;
  - Les locaux et les dégagements peuvent devoir être désenfumés (désenfumage par tirage naturel ou mécanique)
  - Le bâtiment doit être accessible aux secours, ce qui impose dans certains cas de disposer de voies suffisamment larges pour un fourgon d'incendie (voie engin), ou pour les bâtiments d'une certaine hauteur assez larges pour le passage de la grande échelle (voie échelle) ;
  - Dans les petits établissements, le personnel doit être formé aux mesures de prévention et de lutte contre l'incendie ;
  - Dans les grands établissements, un service de sécurité incendie est obligatoire.

Les mesures dépendent du type d'activité et du nombre de personnes que peut recevoir l'établissement. L'exploitant du bâtiment doit tenir un « registre de sécurité » dans lequel sont consignés tous les documents liés à la sécurité de l'établissement : les formations des personnels, les consignes particulières, les travaux avec leur nature, l'entreprise les ayant effectués, les certificats de réaction au feu des matériaux, les rapports de vérification des installations techniques, etc.
Pour les bâtiments neufs, ces mesures sont à prendre dès la conception. Le permis de construire n'est délivré qu'après avis de la commission de sécurité.
L'autorisation d'ouverture des ERP de 1re à 4e catégorie, et de la 5e catégorie avec locaux à sommeil, n'est délivrée qu'après la visite de l'établissement par la commission de sécurité compétente. Néanmoins, l'autorisation d'ouverture n'est pas liée à l'avis émis par la commission.

## La protection du public et du patrimoine
Dans son éditorial Monument et incendie, dans la Revue d’art 1995, et chroniques patrimoniales, Jean-Michel Leniaud stigmatisait les risques d’incendie auxquels est confronté le patrimoine. En mettant en évidence les lacunes actuelles, il formulait des propositions. Le château de Windsor, le Liceu de Barcelone, la salle des Redoutes de la Hofburg à Vienne jouxtant le palais des écuries et la Bibliothèque nationale, l’amirauté à Saint-Pétersbourg, le parlement de Rennes n'étaient que le de ces catastrophes en série…
Voici plusieurs années que la Direction des musées de France s’est dotée d’un conseiller technique de sécurité-incendie. Affecté en priorité à l’équipement et la surveillance des musées nationaux, il intervient en tant que conseil auprès des collectivités qui en font la demande au profit des collections publiques dont elles sont propriétaires.
Côté monuments historiques, la situation apparaît sensiblement différente. En 1972, tirant les leçons du sinistre dont la cathédrale de Nantes fut la victime, le ministère de la Culture constata qu’il avait été dû à une imprudence de chantier : des dispositions furent prises pour insérer dans les marchés de travaux de restauration diverses clauses à la charge des entreprises tendant à garantir la sécurité des édifices tout au long des interventions dont ils faisaient l’objet. Restait à les respecter : en 1987, le début d’incendie qui se déclara à la cathédrale d’Amiens fut la conséquence de travaux de soudure sur des chéneaux en plomb sans que le permis de feu eût été sollicité par l’entreprise ; l’année suivante, la direction du Patrimoine fut conduite à compléter le dispositif des cahiers de recommandations techniques.

## Commissions de sécurité
Chaque département dispose d'une Commission consultative départementale de sécurité et d'accessibilité, dérivant de la « commission consultative départementale de la protection civile ». Ces commissions ont été initialement instituées par le décret nº 65-1048 du 2 décembre 1965, modifié par le décret nº 70-818 du 10 septembre 1970. Elles sont désormais régies par le décret no 95-260 du 8 mars 1995.
Le préfet crée, après consultation de cette commission, des sous-commissions spécialisées dont notamment la sous-commission départementale pour la sécurité contre les risques d'incendie et de panique dans les établissements recevant du public et les immeubles de grande hauteur. De cette dernière peuvent également être créées des commissions de sécurité d'arrondissement et des commissions communales ou intercommunales.
Une commission locale est composée notamment d'un sapeur-pompier préventionniste, du maire, d'un agent de la Direction départementale des Territoires (DDT), d'un fonctionnaire de la police nationale ou de la gendarmerie nationale et de représentants d'associations de défense des handicapés. Les commissions examinent les plans et effectuent des visites à l'ouverture puis de manière régulière et éventuellement inopinée, ainsi qu'après des travaux importants, afin de rendre un avis favorable ou défavorable à l'ouverture du site. L'autorisation d'ouvrir un site ou d'en fermer un, est prise par le maire par arrêté municipal. La décision peut éventuellement être prise par le préfet par arrêté préfectoral si le maire refuse la fermeture malgré une mise en demeure. En cas de manquement à des points de sécurité qui ne peuvent être corrigés, la commission peut proposer des mesures de sécurité complémentaires pour compenser la situation (par exemple augmenter les issues de secours, mise en place de détecteurs d'incendie…), cela peut être le cas d'un bâtiment classé monument historique, ne possédant pas suffisamment d'issues de secours et auquel il est impossible d'en rajouter, ou bien dont la structure principale porteuse ne possède pas une résistance au feu suffisante ; dans les faits la mise en conformité de ce genre de bâtiment ne pourrait se régler qu'en le reconstruisant complètement…
Ces commissions locales de sécurité et les commissions consultatives départementales de sécurité et d'accessibilité ont été reconduites plusieurs fois, notamment en 2009, puis en 2014, pour un an, par les décrets nos 2014-597 et 2014-603 du 6 juin 2014. Elles l'ont été en dernier lieu par le décret no 2020-806 du 29 juin 2020, et ce jusqu'au 8 juin 2025.
Avant 2014, une commission centrale de sécurité présidée par le ministre de l'Intérieur ou un de ses représentants était chargée d'étudier les questions relatives aux ERP. Ses missions étaient ainsi définies : Elle assiste le ministre pour la rédaction des décrets d'application, arrêtés et circulaires concernant la sécurité incendie des ERP, et notamment pour la rédaction des règlements de sécurité en fonction des types d'établissements. Elle rend également un avis sur les modèles lorsque des bâtiments relevant de personnes de droit public doivent être construits sur le même modèle, chaque bâtiment étant ensuite évalué individuellement par la commission de sécurité locale. Elle fixe également les règlements de sécurités des prisons, casernes militaires et établissement ferroviaires.
Par courrier du 13 juin 2014 aux préfets et services de protection civile et SDIS, le ministre de l'Intérieur les a informés que le gouvernement ne reconduit pas la commission centrale de sécurité, et que toutes questions doivent dorénavant être adressée à la Direction générale de la Sécurité civile et de la gestion des crises.
En Nouvelle-Calédonie, une commission centrale de sécurité suit la réglementation des ERP et examine les demandes de dérogation des ERP des 1re et 2e catégories, tandis qu'un comité territorial de sécurité, intégrant le maire et un membre du corps local des sapeurs-pompiers, effectue les visites et examine les demandes de dérogation des ERP des 3e, 4e et 5e catégories. Les autorisations d'ouverture et décisions de fermeture relèvent du gouvernement de la Nouvelle-Calédonie.

## Recensement et normalisation de l'information sur les ERP

### Base nationale des ERP
Dans le cadre du Programme d'investissement d'avenir consacré à la « Transition numérique de l’État et modernisation de l’action publique » dont les lauréats ont été annoncés le 2 juillet 2015, le SGMAP a financé un projet porté par l'IGN qui vise à mettre à la disposition des gestionnaires d’établissements recevant du public (ERP) un référentiel ouvert et mutualisé des ERP sur le territoire national afin d’en faciliter la gestion et l’exercice des missions de service public qui concernent ces établissements.

### Géostandards sur les ERP
Par ailleurs, la COVADIS, instance d'élaboration de géostandards du MEDDE a inscrit à son programme 2016 la réalisation d'un géostandard concernant les ERP.